# Jernporten Naturpark
Jernporten Naturpark (rumænsk: Parcul Natural Porțile de Fier ) er en naturpark på 1.156,6 km2 der ligger i det sydvestlige Rumænien. Den omfatter den rumænske del af Donaus Jernporten og strækker sig langs flodens venstre bred i distrikterne Caraș-Severin og Mehedinți. På den anden side af floden ligger Đerdap nationalpark i Serbien.
Jernporten  Naturpark er den næststørste naturpark i Rumænien. Den strækker sig fra Socol i vest til Drobeta-Turnu Severin i øst; mod nord ligger Banat-bjergene og Mehedinți-bjergene. Parken indeholder 18 beskyttede områder, hvor det største er vådområdet Ostrov-Moldova Veche.
Jernporten  Naturpark er hjemsted for 205 fuglearter og 34 arter af pattedyr.
Den er også hjemsted for flere planter, som er beskyttet ved lov, herunder Donau tulipan Tulipa hungarica, Banats majs (Cerastium banaticum), Cosaci (Astragalus rochelianus), Cazane klokkeblomst (Campanula crassipes), Vild nellike (Dianthus kitaibelli) og klippeiris (Iris reichenbachii). 
Naturparken blev udpeget til Ramsarområde 5. marts 2009, og er også Natura 2000-område